# 盧誕
盧 誕（ろ たん、生没年不詳）は、西魏の官僚・儒学者。もとの名は恭祖。本貫は范陽郡涿県。

## 経歴
盧叔仁の子として生まれた。郡に功曹として召され、州に秀才として挙げられたが、行かなかった。侍御史を初任とし、輔国将軍・太中大夫・幽州別駕・北豫州都督府長史を歴任した。543年（大統9年）、東魏の北豫州刺史高仲密が西魏に帰順すると、長安の朝廷は大将軍李遠を派遣して応援にあたらせることとし、恭祖は文武2000人あまりを率いて李遠を迎えた。功績により鎮東将軍・金紫光禄大夫の位を受け、固安県伯に封じられた。まもなく散騎侍郎の任を加えられ、給事黄門侍郎となった。文帝が晋王元謹の邸に行幸したとき、恭祖は帝に従って、誕の名を賜った。征東将軍・散騎常侍の位を加えられた。宇文泰は盧誕の儒学を学府の宗たるものと見なしていたため、推挙を受けて国子祭酒に任じられた。車騎大将軍・儀同三司の位に進んだ。555年（恭帝2年）、秘書監に任じられた。後に病没した。

## 伝記資料
- 『周書』巻45 列伝第37
- 『北史』巻30 列伝第18